# Brings
Brings est un groupe de rock allemand, originaire de Cologne, chantant en kölsch. Le groupe se compose des cinq musiciens Harry Alfter, Christian Blüm (fils du politicien Norbert Blüm), Peter Brings, Stephan Brings et Kai Engel (fils de Tommy Engel, membre fondateur des Bläck Fööss). Le groupe est fondé en 1990, avec à cette époque Matthias Gottschalk aux percussions et sans Kai Engel. Il rencontre rapidement du succès.

## Biographie

### Débuts
Le groupe est formé en 1990 par les frères Peter (né le 8 septembre 1964 à Cologne) et Stephan Brings (né le 1er septembre 1965 à Cologne), Harry Alfter (né le 5 août 1964 à Bonn) et Matthias Gottschalk (né le 30 décembre 1961 à Leverkusen). 
En 1991 parait leur premier album, Zwei zoote minsche. En regardant en arrière, Peter Brings déclare : « Toute connexion directe avec Cologne aurait été mortelle. Puisque nous aurions pu nous inscrire au Prunksitzung avec Prince Carnival. » En 1992, l'album Kasalla est publié ; il est suivi en 1993 par leur troisième album, Hex 'n' Sex. Le groupe joue en 1991 aux côtés de Billy Idol et Transvision Vamp pour soutenir les Simple Minds dans le Müngersdorfer Stadion de Cologne, et en 1993 au Rock am Ring.
Leur premier succès est Nur mer zwei, qui atteint la 56e place des charts allemands. Les autres morceaux bien connus de cette période sont Katharina, Nix is Verjesse, Ali, Ehrenfeld, et Bis ans Meer, bande originale du film Knockin 'in Heaven's Door.

### Changement de style
Ils publient le morceau Superjeilezick, basé sur Those Were the Days, qui devient leur plus grand succès en 2000 surtout lors du carnaval de Cologne. En 2001, avec les Wise Guys, ils produisent la chanson Stolz, pour leur prochain album. Après le succès inattendu de Superjeilezick, leur style musical change significativement, passant du rock classique à la musique de fête et d'ambiance, souvent avec des éléments de polka. En 2003, ils jouent à l'UZ-Pressefest. Au carnaval de 2004, le groupe connut un autre succès avec Poppe, Kaate et Danze. En 2005, le groupe compose la chanson Hoch, Höher, Haie pour le club de hockey sur glace Kölner Haie, considéré depuis lors comme un hymne officieux du club.
Le 24 novembre 2006, le single Hay! Hay! Hay! est publié : il est parfois interprété comme une glorification et banalisation de la consommation de drogues. Puis sort l'album Hay! Hay! Hay! le 12 janvier 2007. Pour la période 2007-2008, Brings publie une reprise du moreau 'Nur nicht aus Liebe weinen de Zarah Leanders. 
Pour les 10 ans d'existence du groupe, le Rockpalast tourna le documentaire 10 Jahre Brings Ne SUPERJEILEZICK.

## Discographie

### Albums studio
- 1991 : Zwei Zoote Minsche
- 1991 : Zweschedurch (mini-album)
- 1992 : Kasalla
- 1993 : Hex ’n’ Sex
- 1995 : Glaube, Liebe, Hoffnung
- 1996 : Zweschedurch II (mini-album)
- 1997 : Fünf
- 1997 : Fünf+4
- 1997 : Live
- 1999 : Knapp
- 2001 : Superjeilezick
- 2003 : Puddelrüh
- 2004 : Poppe, Kaate, Danze
- 2005 : Su lang mer noch am Lääve sin
- 2007 : Hay! Hay! Hay!
- 2007 : Kasalla (mastering numérique)
- 2007 : Das Beste von 90–97
- 2007 : Live
- 2007 : Best of
- 2008 : Rockmusik
- 2011 : Dat is geil
- 2011 : Dat wor geil – 20 Jahre Brings (album live)
- 2012 : Leise rieselt der Schnee
- 2013 : Leise rieselt der Schnee 2
- 2014 : 14

### Singles
- 1991 : Katharina
- 1991 : Nur mer zwei
- 1991 : Schenk dir mi Hätz
- 1992 : Ali
- 1992 : Loss di Hoor eraf
- 1992 : Nix is verjesse
- 1993 : Du bist
- 1993 : Ehrenfeld
- 1993 : Lass die Maske fallen
- 1993 : Will nur dich
- 1995 : Fleisch und Blut
- 1995 : Heimat
- 1995 : Luftschlösser (promo)
- 1997 : Bis ans Meer
- 1997 : Niemols im Lääve/Bis ans Meer
- 1997 : Fünf
- 1999 : Nit alles Jold
- 1999 : Was ist mit dir?/Marie
- 1999 : Knapp (promo)
- 2001 : Superjeilezick
- 2002 : Wenn et funk
- 2002 : Puddelrüh/Dräume jon (promo)
- 2002 : Wenn et funk (promo)
- 2003 : Poppe, Kaate, Danze
- 2003 : Puddelrüh
- 2004 : Lang vorbei/Schnee vum letzte Johr
- 2004 : Su lang mer noch am Lääve sin
- 2005 : Alle Mann
- 2005 : Hoch, Höher, Haie
- 2005 : Man müsste noch mal 20 sein
- 2006 : Fußball ist unser Leben
- 2006 : Hay! Hay! Hay!
- 2007 : Nur nicht aus Liebe weinen
- 2008 : FC is unser Jeföhl
- 2010 : Halleluja
- 2010 : Wir wollen niemals auseinandergeh’n
- 2010 : Plastikstään (live)
- 2011 : Dat is geil
- 2011 : Die längste Brings Single der Welt
- 2012 : Halleluja, feat. Lukas Podolski
- 2013 : Die Nacht
- 2013 : Funkemarieche (featuring Carolin Kebekus)
- 2013 : Kölsche Jung
- 2014 : Polka, Polka, Polka
- 2015 : Jeck Yeah